# Гігант (село)
Гіга́нт — село Курахівської міської громади Покровського району Донецької області, Україна. У селі мешкає 3 особи.

## Загальні відомості
Розташоване на лівому березі р. Сухі Яли. Відстань до міста Мар'їнка становить близько 30 км і проходить автошляхом місцевого значення.

## Населення
За даними перепису 2001 року населення села становило 3 особи, з них 100 % зазначили рідною мову українську.